# ليرنيد (مسيسيبي)
ليرنيد (بالإنجليزية: Learned, Mississippi)‏ هي بلدة تقع في مقاطعة هايندز (ميسيسيبي) بولاية مسيسيبي في الولايات المتحدة. تبلغ مساحتها 0.8 (كم²)، وترتفع عن سطح البحر 62 م، بلغ عدد سكانها 50 نسمة في عام 2000 حسب إحصاء مكتب تعداد الولايات المتحدة وتصل الكثافة السكانية فيها 64.6 نسمة/كم2.

## وصلات خارجية
- The US50 - Cities and Towns in Mississippi State
- Mississippi Cities and Towns, Facts, Map, Flag, Colleges, Government, and More